# Jérôme d'Aviau
Jérôme d'Aviau de Piolant, est un illustrateur, auteur de bande dessinée et musicien né le 2 novembre 1970 à Paris en France.
Comme dessinateur, il a utilisé les pseudonymes Poipoipanda, Poipoi et Jeroda. Comme musicien, il a collaboré aux groupes Sweat Like An Ape! (batterie) et Docteur Culotte (claviers).

## Biographie
Jérôme d'Aviau a occupé diverses fonctions : « tourneur fraiseur, mécano, étudiant en architecture ». Exerçant d'abord comme graphiste de jeux vidéo pendant dix ans, Jérôme d'Aviau débute à partir de 2004 dans la bande dessinée. Il ouvre un blog BD sous le pseudonyme Poipoipanda. À partir de 2005, il rejoint l'atelier de Nicolas Dumontheuil, David Prudhomme et Laureline Mattiussi à Bordeaux.
Pour sa première publication, il relate son expérience d'un saut en parachute en douze pages dans Le Grand Saut. Il participe ensuite à plusieurs albums collectifs tout en créant une série pour enfants, Ange le Terrrible, science-fiction humoristique, prépubliée dans Tchô !. L'artiste collabore aussi en illustrant des récits réalistes scénarisés par Loïc Dauvillier.
En 2008, il participe à l'album collectif Premières fois (éditions Delcourt), sous la direction de David Chauvel,. En 2009, paraît Inès, sur un scénario de Loïc Dauvillier, ouvrage engagé portant sur les violences conjugales. Le récit reçoit un accueil critique et public favorable, d'après Sud Ouest. Dans le sillage de cette œuvre, les auteurs participent à des débats publics sur ce thème dans des associations féministes, par exemple à Bordeaux en 2009 et en 2011.
En 2010, sur un scénario de Sibylline, il dessine l'album Le trop grand vide d'Alphonse Tabouret, bien accueilli sur BoDoï et Actua BD. Depuis cette même année, il participe également au feuilleton en ligne Les Autres Gens.
En 2013, d'Aviau signe le dessin d'Histoires inavouables sur un scénario d'Ovidie, une bande dessinée érotique. L'ouvrage reçoit un accueil plutôt favorable dans la presse,
hormis dans Libération. Les auteurs participent ensuite à des animations, comme des lectures dessinées en 2014.
Il est également musicien, notamment régulièrement aux côtés de Sol Hess, dans les groupes Sweat Like An Ape! (batterie) et Docteur Culotte (claviers),. En 2014, avec Loïc Dauvillier, d'Aviau participe à des animations scolaires croisant dessin et musique, Les Comptines dessinées ; il y exerce à la fois comme illustrateur et comme musicien au synthétiseur. En 2017, avec Sol Hess, d'Aviau forme un duo dont les « influences musicales se situent à la croisée du post-punk et de l'electro », afin d'illustrer et jouer en même temps des comptines : The Rocky grenadine picture show.
En 2018, il publie Rat et les animaux moches avec le concours de Sibylline et de Capucine.

## Publications

### Albums
- Le Grand Saut (signé Poipoipanda), Danger Public, collection « Miniblog », 2006.
- Soulhunters : L'Âme fatale (dessin signé Jeroda), avec Serge Meirinho (scénario), Soleil, coll. « Soleil levant », 2006  (ISBN 2-84946-540-2).
- Nous n'irons plus ensemble au canal Saint Martin, scénario de Sibylline et Loïc Dauvillier, dessin de Capucine, Jérôme d'Aviau et François Ravard, Les Enfants Rouges, collection « Absinthe », 2007[21].
- Ce qu'il en reste, scénario de Loïc Dauvillier et textes de Joseph Incardona, éditions Les Enfants Rouges, collection « Absinthe », 2007  (ISBN 978-2-35419-002-6).
- Ange le terrrible (signé Poipoi), éditions Glénat, collection « Tchô ! ».

1. Le Monstre de l’Espace, 2008.
2. Destination Inconnue, 2009.
3. Jamais Tranquille !, 2010.
4. Le Grand Secret de Djipi, 2011.

- Inès, scénario de Loïc Dauvillier, éditions Glénat, collection « Drugstore »  (ISBN 978-2-35626-097-0) 2009[22],[23],[24].
- Le Trop Grand Vide d'Alphonse Tabouret, scénario de Sibylline, calligraphies de Capucine, éditions Ankama, collection « Étincelle », 2010  (ISBN 978-2-35910-089-1).
- Histoires inavouables, scénario d'Ovidie, éditions Delcourt, collection « Erotix », 2013  (ISBN 978-2-7560-4055-4).
- CRASH (dessin signé Poipoi), avec Hervé Bourhis (scénario), Casterman :

1. Tsunami City, 2016  (ISBN 978-2-203-09852-7).
2. Iceberg tropical, 2016  (ISBN 978-2-203-09853-4).

- Rat & les Animaux moches, scénario de Sibylline, calligraphies de Capucine, Delcourt, 2018.

### Collectifs
- 2006 : Jade 5635U, éditions 6 Pieds sous terre, collection « Lépidoptère »  (ISBN 2-35212-001-2).
- 2007 : Dominique A : textes illustrés, illustrations des textes de Dominique A, éditions Charrette  (ISBN 978-2-915478-25-9).
- 2008 : Premières Fois, scénario de Sibylline, éditions Delcourt, collection « Mirages »  (ISBN 978-2-7560-1272-8)[1].
- 2009 : Le Jour du Musée, éditions Warum, collection « Civilisation »  (ISBN 978-2-915920-41-3).

## Discographie
- 2014 : Docteur Culotte : Olga (P572/Catulle & Ramón Records)
- 2015 : Sweat Like An Ape! : Sixty Sinking Sailing Ships (Platinum records)
- 2015 : Sweat Like An Ape! : 45 tours 40 days 40 nights (Platinum records)
- 2017 : Sweat Like An Ape! : Dance To The Ring In Our Ears (Platinum records)
- 2019 : Sweat Like An Ape!: Spells That Rhyme (Platinum records)